# Rudolf Ahorn
Rudolf Ahorn (Mannheim, 20 januari 1890 – Saint-Dié-des-Vosges, Frankrijk, 29 augustus 1914) was een Duits voetballer. 

## Carrière
Ahorn begon zijn carrière in 1907 bij de Stuttgarter Cickers. In 1908 werd de club regionaal kampioen en later ook kampioen van Zuid-Duitsland. Hierdoor kwalificeerden ze zich voor de nationale eindronde. In de eerste ronde trof de club uittredend landskampioen Freiburger FC. Nadat Stuttgart protesteerde tegen een scheidsrechterlijke beslissing verlieten de spelers van Freiburg bij een 1-0 voorsprong het veld. Er werd beslist om twee weken later de match te herspelen. Freiburg kwam opnieuw voor maar de Cickers maakten vier goals op tien minuten, waaronder een treffer van Ahorn. Het werd uiteindelijk 2-5 en de Cickers gingen naar de halve finale tegen Duisburger SpV waar Ahorn een voet had in twee van de vijf goals die ze maakten. In de finale troffen ze BTuFC Viktoria 1889 dat dankzij twee goals van Willi Worpitzky op voorsprong kwam. Ahorn maakte nog de aansluitingstreffer in de 84ste minuut, maar vijf minuten later dikte Helmut Röpnack de score nog aan voor Viktoria, dat zich tot kampioen kroonde. 
Vijf jaar later kon de club opnieuw Zuid-Duits kampioen worden en zich voor de nationale eindronde plaatsen. De club trof opnieuw Duisburger SpV, 0-2 voor kwam. Ahorn kon nog scoren, maar dit mocht niet meer baten. 
Na het uitbreken van de Eerste Wereldoorlog ging Ahorn het leger in en sneuvelde als soldaat in Frankrijk. 